# Chiesa di San Giovanni sul Muro
La chiesa di San Giovanni sul Muro era un'antica chiesa situata nella città di Milano in fondo alla attuale via San Giovanni sul Muro, lungo le mura augustee che collegavano l'antica Porta Vercellina e Porta Giovia, a ridosso della quale si trovava l'edificio.
La chiesa fu demolita nel 1786.
La prima testimonianza scritta di questa chiesa risale all'anno 1039, allorché nelle disposizioni testamentarie di un tal Azone e di sua moglie Rienza vi si riferisce come a S.Joannis quaæ est supra murum, identificando quindi il tempio come "costruito sopra il muro" o "dentro le mura".
Dell'architettura della chiesa, del suo interno e dei suoi arredi non vi è alcuna testimonianza precisa e dell'antica chiesa rimangono oggi solo i ruderi di una parte dell'abside a fianco del vicolo San Giovanni sul Muro, all'interno di una proprietà privata.

## L'oratorio di San Leonardo

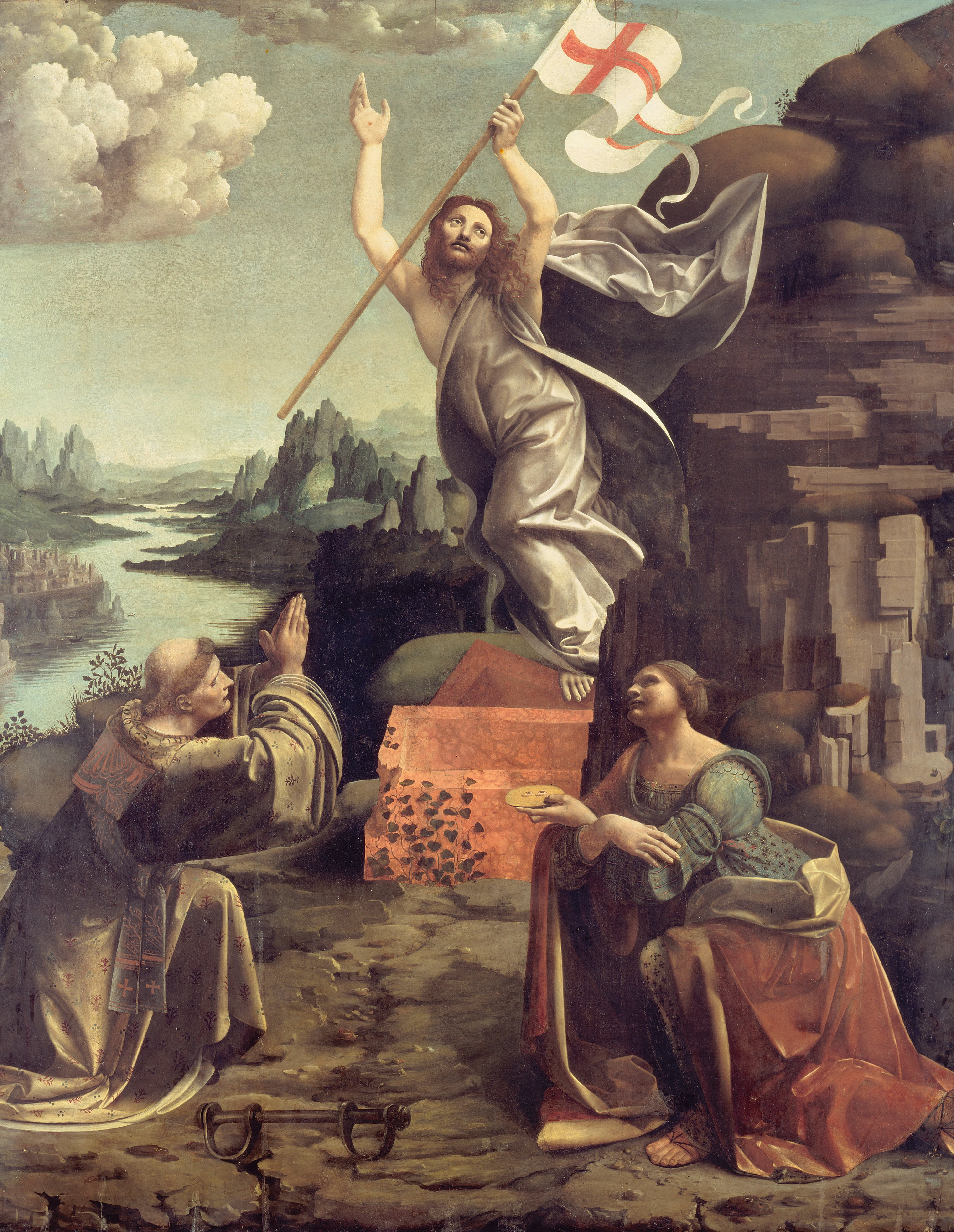
Resurrezione di Cristo tra i santi Leonardo e Lucia

Nel 1482 Leonardo Griffi, segretario di papa Sisto IV ed eletto in quello stesso anno arcivescovo di Benevento, fece costruire a proprie spese, proprio a ridosso di San Giovanni, l'oratorio di San Leonardo su progetto dell'architetto Lazzaro Palazzi. Tuttavia il Torre nel suo Ritratto di Milano del 1714 asserisce che il progetto fosse del Bramante: l'informazione viene poi evidentemente ripresa dal Latuada nella sua Descrizione di Milano del 1737, e poi dal Giulini nel 1760.
Nel 1491 i fratelli dell'arcivescovo Griffi -che era nel frattempo morto nel 1485 a Roma- commissionarono ai pittori leonardeschi Giovanni Antonio Boltraffio e Marco d'Oggiono una pala per l'altare maggiore che fu consegnata dai due artisti nel 1494. Di questa pala rimane soltanto il pannello centrale, un olio su tavola di 230 x 183 centimetri, raffigurante la Resurrezione di Cristo tra i santi Leonardo e Lucia, attualmente conservata a Berlino presso lo Staatliche Museen Gemäldegalerie.
Lo stesso dipinto viene invece descritto dal Torre Cristo glorioso ascendendo i Cieli e genuflessi in due lati gli Santi Leonardo e Lucia e lo attribuisce al Bramantino, allievo del Bramante; il Latuada, invece, titola l'opera Ascensione di Gesù Cristo al Cielo, con genuflessi a lato li due Santi Leonardo e Liberata sempre attribuendolo al Bramantino. Come si vede il Latuada preferisce vedere nella santa che affianca San Leonardo la Liberata alla quale l'oratorio era dedicato ai suoi giorni al posto della Lucia riconosciuta dal Torre.
Sempre il Latuada riferisce infatti che l'oratorio cambiò dedica in "Santa Liberata" nel 1573 allorquando il cardinale Carlo Borromeo vi trasferì la Confraternita di Santa Liberata fino ad allora ospitata nella vicina chiesa di San Vittore al Teatro.
I fratelli della Confraternita posero probabilmente in atto una pulizia e restauro dell'oratorio dato che il Latuada poteva leggere, sul fronte della chiesa, un distico che recitava:
Ecce pii Fratres hoc posuere Sacrum»
Nell'anno 1733 tutto l'interno della chiesa di Santa Liberata viene abbellito con "marmi lisci con arabeschi messi ad oro" e affrescata da Ferdinando Porta con due "Virtù di Santa Liberata", "Santa Liberata inginocchiata ai piedi di Maria Vergine" e un quarto affresco posizionato sopra la porta che illustra "San Carlo prostrato innanzi a Gesù Crocifisso".
Dell'oratorio di San Leonardo restano solo alcuni avanzi della parete sinistra inglobati nel palazzo di via S. Giovanni sul Muro numero 13.